# Люсьєн Боденс
Люсьєн Жан-Батист Боденс (фр. Lucien Jean-Baptiste Baudens; 3 квітня 1804, Ер-сюр-ла-Ліс, Франція — 27 грудня 1857, Париж) — французький військовий хірург.

## Біографія
Народився в Ер-сюр-ла-Ліс на півночі Франції у сім'ї Жана-Луї Боденса, торговця простирадлами, і Марі-Аделаїди Бейлен наприкінці французького консулата та за місяць до Першої імперії Наполеона (18 травня 1804).
Після вивчення медицини у Медичній службі Збройних сил Франції при Страсбурзькому університеті, потім у Парижі (військовий шпиталь Валь-де-Ґрас), 1829 року здобув ступінь доктора медичних наук. Брав участь у французькому завоюванні Алжиру після вторгнення 1830 року до Алжиру, потім у Константіні, Медеї, Маскарі, Тлемсені, Міліані з генералом П'єром Бертезеном. Служив в африканській армії протягом десяти років і був вісім разів відзначений наказом армійського корпусу. 1831 року отримав звання кавалера ордена Почесного легіону, а 1835 року — офіцера.
1832 року перевів французький військовий шпиталь з турецьких казарм Каратін до заміського будинку Гусейна III та перетворив його на військовий навчальний шпиталь, а потім на військову медичну школу. 1836 року лікарня закрилася, і Боденс покинув країну. Його призначили професором у Ліллі, а потім у військовому госпіталі Валь-де-Ґрас. 1852 року призначений генеральним лікарем-інспектором.
Уже 1837 року наполягав на подвійному досвіді, необхідному для військового хірурга: одночасно на полі бою і в шпиталі. Підтримував ранню ампутацію, яку виконував регулярно, максимально дистальних, щоб зберегти довжину та шматочки для майбутнього обладнання. Це актуальна рекомендація щодо виконання ампутацій у військовій травматології та необхідна для функціонального обладнання. Він був першим, хто описав «концепцію кругової фіксації дротом при переломі нижньої щелепи».
1853 року у Французькій академії наук виклав основні принципи і правила поведінки, які забезпечують ефективне застосування хлороформу, і вважав цей препарат найефективнішим і найуспішнішим у військовій хірургії.
Під час Кримської війни 1855 року Жан Батист Филибер Вальян відправив його у місію як експерта. Місія полягала в інспектуванні медичних служб армії та звіті про стан військових шпиталей і машин швидкої допомоги. На місці він допомагав пораненим і хворим солдатам, вживаючи заходів проти службового корпусу та відділяючи поранених і солдатів, хворих на тиф. Його вразила діяльність Дочок милосердя, російських сестер Хрестовоздвиженських й особливо Флоренс Найтінгейл.
Ця тендітна молода жінка [...] обіймала своєю турботою хворих трьох армій.
Він зазначив, що в Пері 42 офіцери померли від хвороби. Він писав про те, як французькі лікарі та носильники допомогли 8 000 поранених російських солдатів, які залишилися на полі бою після битви на Чорній річці 16 серпня 1855 року. Але їхні товариші, не зрозумівши цієї ініціативи, атакували їх артилерією. Тож він запропонував загальний розпізнавальний знак для медичного персоналу, але пропозицію не прийняли, а його ідею забутли.
Він повідомив, що хлороформ успішно застосували до понад 25 000 поранених (понад 8 % від загальної чисельності).
Захворів на тиф і, повернувшись до Парижа, помер 27 грудня 1857 року у 53 роки.

## Відзнаки
- Командор ордена Почесного легіону (11 серпня 1855).
- Великий офіцер ордена Меджида.
- Член Ради охорони здоров'я.
- Військовий шпиталь у Бурже названий на його честь (закритий 1997 року)[4].
- Погруддя, створене художником Філіпом Пуатевеном, знаходиться в Музеї охорони здоров'я паризької армії[12].

## Праці
- Cystotomie suspubienne, réduite à son plus haut degré de simplicité par un nouveau procédé opératoire. Paris. 15 квітня 1829..
- Clinique des plaies d'armes à feu. Paris: Jean-Baptiste Baillière. 1836..
- Leçons sur le strabisme et le bégaiement, faites à l'hôpital militaire du Gros-Caillou (фр.). Paris: Germer Baillière. 1841..
- Relation historique de l'expédition de Tagdempt (фр.). Paris: Germer-Baillière. 1841..
- Nouvelle méthode des amputations - Premier mémoire, amputation tibio-tarsienne (фр.). Paris: Germer-Baillière. 1842..
- Discours prononcé le 25 septembre 1843 à la distribution des prix de l'hôpital militaire de perfectionnement au Val-de-Grâce (фр.). Batignolles: Hennuyer et Turpin. 1843..
- Mémoire sur un nouveau traitement de l'hydrocèle : Lu à l'Académie des sciences le 9 décembre 1850. Paris: Thunot et Cie. 1851.
- Des règles à suivre dans l'emploi du chloroforme. Paris: Au bureau du Moniteur des hôpitaux. 1853..
- Mémoire sur les solutions de continuité de la rotule - Description d'un appareil curatif nouveau pour le traitement des fractures transversales. Paris: Germer-Baillière. 1853..
- Efficacité de la glace combinée à la compression pour réduire les hernies étranglées et combattre la péritonite consécutive (фр.). Paris: Plon frères. 1854..
- Des fractures du membre pelvien, traitées à l'aide de l'appareil de M. Baudens. Paris: Plon frères. 1854..
- Souvenirs d'une mission médicale à l'armée d'Orient (фр.). Paris: Jules Claye. 1857..
- La Guerre de Crimée. Les campements, les bris, les ambulances, les hôpitaux, etc (фр.). Paris: Michel Lévy frères. 1858..